# Samsung Galaxy A7 (2017)
Il Samsung Galaxy A7, chiamato A7 (2017) per distinguerlo dagli omonimi modelli usciti nel 2015, nel 2016 e nel 2018, è uno smartphone (per le dimensioni talvolta definito phablet) di fascia media prodotto da Samsung, facente parte della serie Samsung Galaxy A.

## Caratteristiche tecniche

### Hardware
Il Galaxy A7 è uno smartphone con form factor di tipo slate, le cui dimensioni sono di 156×8 × 77,6 × 7,9 millimetri e pesa 186 grammi.
Il dispositivo è dotato di connettività GSM, HSPA, LTE, di Wi-Fi dual-band 802.11 a/b/g/n/ac con supporto a Wi-Fi Direct ed hotspot, di Bluetooth 4.2 con A2DP, EDR ed LE, di GPS con A-GPS, BDS e GLONASS, di NFC, di radio FM e di supporto a Samsung Pay ed ANT+. Ha una porta microUSB 2.0 con connettore USB-C 1.0 ed un ingresso per jack audio da 3,5 mm.
Il Galaxy A7 è dotato di schermo touchscreen capacitivo da 5,7 pollici di diagonale, di tipo Super AMOLED con aspect ratio 16:9 e risoluzione Full HD, 1080 × 1920 pixel, con densità di 386 pixel per pollice. Lo schermo è protetto da un vetro Corning Gorilla Glass 4. Le cornici laterali sono in alluminio ed il retro è in vetro. Il dispositivo è provvisto di certificazione IP68, che garantisce resistenza alla polvere impermeabilità all'acqua fino a 30 minuti di immersione ad un massimo di un metro e mezzo di profondità. La batteria agli ioni di litio è da 3300 mAh e non è removibile dall'utente.
Il chipset è un Exynos 7880. La memoria interna di tipo eMMC 5.1 è ha una capacità di 32 GB, mentre la RAM è di 3 GB.
La fotocamera posteriore ha un sensore CMOS da 16 megapixel, dotata di autofocus, modalità HDR e flash LED, in grado di registrare al massimo video full HD a 30 fotogrammi al secondo, anche la fotocamera anteriore è da 5 megapixel.

### Software
Il sistema operativo è Android, in versione 6.0.1 Marshmallow con Interfaccia TouchWiz Grace UX, aggiornabile ufficialmente fino ad Android 8.0 Oreo con Samsung Experience 9.0.
La sola versione coreana è stata immessa sul mercato con Android 7.0 Nougat con Samsung Experience 8.1 ed è aggiornabile fino ad Android 9 Pie con interfaccia One UI 1.1.
Le ultime patch di sicurezza disponibili risalgono a dicembre 2020 nella maggior parte dei mercati.
Ha l'interfaccia utente TouchWiz e l'assistente vocale S Voice.

## Commercializzazione
Il dispositivo è stato immesso sul mercato a inizio 2017. Il codice del modello è A720F (in Corea del Sud A720S). Ne è stata prodotta anche una versione dual SIM, con codice A720F/DS, anche nota come Galaxy A7 (2017) Duos.
TechRadar ha valutato il Galaxy A7 (2017) 3.5/5, apprezzandone in particolare la durata della batteria, lo schermo, la qualità costruttiva e la resistenza ad acqua e polvere, criticandone invece le grandi dimensioni e la presenza di bloatware (software poco utili preinstallati), mentre CNet e PhoneArena l'hanno valutato 8/10.